# Riviste dell'American Medical Association
Sono tredici le riviste mediche pubblicate dal JAMA Network, una divisione dell'American Medical Association (AMA). Il Journal of the American Medical Association (JAMA), insieme a JAMA Network Open e a altre undici riviste specializzate, compongono la famiglia di riviste chiamata JAMA Network.
Le riviste condividono un sito web comune, archivi e altri mezzi di accesso (come i feed RSS), hanno politiche comuni in materia di pubblicazione e pubbliche relazioni, e mettono in comune le loro risorse editoriali per la produzione del Manuale di stile dell'AMA.
Gestiscono inoltre una pagina web comune, intitolata For The Media, che fornisce ai giornalisti accreditati l'accesso gratuito ai comunicati stampa sulle ultime ricerche pubblicate nelle riviste AMA prima delle date di pubblicazione ufficiali e alle sceneggiature dei comunicati 
stampa video.
Prima di essere rinominate JAMA Network nel 2013, le riviste dell'AMA erano denominate JAMA and the Archives journals perché le riviste specializzate avevano titoli simili al formato Archives of [specialità medica].
La rete JAMA è stata ampliata con quattro nuove riviste: JAMA Oncology nel 2015, JAMA Cardiology nel 2016, JAMA Network Open nel 2018, e JAMA Health Forum nel 2021.
A partire dal 2023, la rete ha adottato una nuova politica in base alla quale qualsiasi manoscritto accettato per la pubblicazione può essere depositato dall'autore in un "archivio pubblico di sua scelta" il giorno in cui l'articolo viene pubblicato dalla rete, che rimane l'archivio di riferimento.

## Riviste
Si riporta di seguito l'elenco delle riviste scientifiche pubblicate dall'American Medical Association:
- JAMA: Journal of the American Medical Association
- JAMA Cardiology
- JAMA Dermatology
- JAMA Health Forum
- JAMA Internal Medicine
- JAMA Network Open
- JAMA Neurology
- JAMA Oncology
- JAMA Ophthalmology
- JAMA Otolaryngology–Head & Neck Surgery
- JAMA Pediatrics
- JAMA Psychiatry
- JAMA Surgery